# Acraea laetopicta
Acraea laetopicta är en fjärilsart som beskrevs av Hans Rebel 1914. Acraea laetopicta ingår i släktet Acraea och familjen praktfjärilar. Inga underarter finns listade i Catalogue of Life.